# 拉德洛大屠杀
拉德洛大屠杀是1914年4月20日美国科罗拉多煤田战争期间民兵对煤矿罢工者实施的大规模屠杀。当日，科羅拉多州國民警衛隊士兵和科罗拉多燃料和钢铁公司(CF&I) 雇用的私人警卫队袭击了科罗拉多州勒德洛的一个帐篷聚居地，约1200名罢工的煤矿工人及其家人居住于该地。大约21人死亡，其中包括矿工的妻子和孩子。科罗拉多燃料和钢铁公司的股东小约翰·D·洛克菲勒随后出席了关于此案件的美国国会听证会，他被广泛指责策划了这场大屠杀 。
这次屠杀是1913年至1914年科罗拉多煤田战争的重大事件，这场战争始于美国煤矿工人联合会（United Mine Workers of America, UMWA）针对 CF&I 科罗拉多州南部煤矿恶劣的劳动条件进行的全面罢工。这次罢工最初是由落基山燃料公司和维克多美国燃料公司的矿工组织的。拉德洛是科罗拉多煤田战争期间死亡人数最高的一次事件，并引发了科罗拉多州为期十天的暴力升级。为了报复拉德洛大屠杀，武装矿工团伙袭击了数十个反工会设施，摧毁了资产，并与科罗拉多州国民警卫队在从特立尼达到路易斯维尔的362公里长的战线上对峙。 从1913年9月罢工开始，到1914年4月29日联邦士兵根据伍德罗·威尔逊总统的命令进行干涉，估计有 69 至199 人在罢工中丧生。历史学家托马斯·G·安德鲁斯宣称这是“美国历史上最致命的罢工”。  :1
拉德洛大屠杀是美国劳资关系的分水岭。社会主义历史学家霍华德·津恩将其描述为“美国历史上企业权力与劳动者之间也许最激烈的斗争的高潮行为”。 国会通过指示众议院矿业委员会调查这些事件来回应公众的愤怒。 其于1915 年发布的报告在推动童工法和八小时工作制方面具有影响力。拉德洛城镇和附近的帐篷群位于科罗拉多州特立尼达西北部29公里处，现已成为一座鬼城。该屠杀地点归美国煤矿工人联合会所有，该组织竖立了一座花岗岩纪念碑以纪念当天死去的人们。拉德洛帐篷殖民地遗址于 2009年1月16日被指定为国家历史地标，并于 2009年6月28日落成。大屠杀后立即进行的后续调查和现代考古工作在很大程度上支持了罢工者对该事件的一些描述。 

## 背景
落基山脉的一些地区拥有接近地表的煤脉，储量丰富且相对容易开采。1867 年，这些煤矿引起了威廉·杰克逊·帕尔默 (William Jackson Palmer) 的注意，当时他正带领一个勘测小组规划堪萨斯太平洋铁路公司的路线。美国铁路运输的迅速扩张使煤炭成为一种高价值商品，并迅速商业化。
在 1910 年的鼎盛时期，科罗拉多州的煤炭开采业雇佣了 15864 名员工，占该州就业岗位的 10%  :96。科罗拉多州的煤炭工业由少数运营商主导。科罗拉多燃料和钢铁公司(Colorado Fuel & Iron Company)是美国西部最大的煤炭运营商，也是全美最强大的公司之一，一度拥有 7,050 名员工，控制着71,837英畝（290.71平方） 的煤地 :183。约翰·D·洛克菲勒 (John D. Rockefeller)于1902年购买了该公司的控股权，九年后，他将公司的控股权移交给了儿子小约翰·D·洛克菲勒 ( John D. Rockefeller Jr.) ，由后者在于纽约市百老汇26号的办公室内遥控管理。 

采矿是一项危险而艰苦的工作。科罗拉多州的煤矿公司不断受到爆炸、窒息和矿墙倒塌的威胁。 1912 年，科罗拉多州矿山的死亡率为每千名员工 7.06 人，而全国死亡率为 3.15 人。  :181914 年，美国众议院矿业委员会报告：
科罗拉多州有良好的采矿法，如果这些法律能得到执行，应该可以保护矿工在矿井中的安全，但该州的死亡率比其他任何州都要高，这无疑表明该州的煤矿管理存在问题  :19。
矿工通常根据生产的煤炭吨数获得报酬，然而所谓的“无用工作”，例如支撑不稳定的屋顶，往往是没有报酬的  :19。吨位报酬制度迫使许多贫穷而雄心勃勃的煤矿工人以生命为赌注，忽视预防措施并承担风险，其后果往往是致命的 :138–139。1884 年至 1912 年间，科罗拉多州发生矿难，导致1700多人丧生。 仅 1913 年就有 110 人死于与煤矿有关的事故。  :236–237

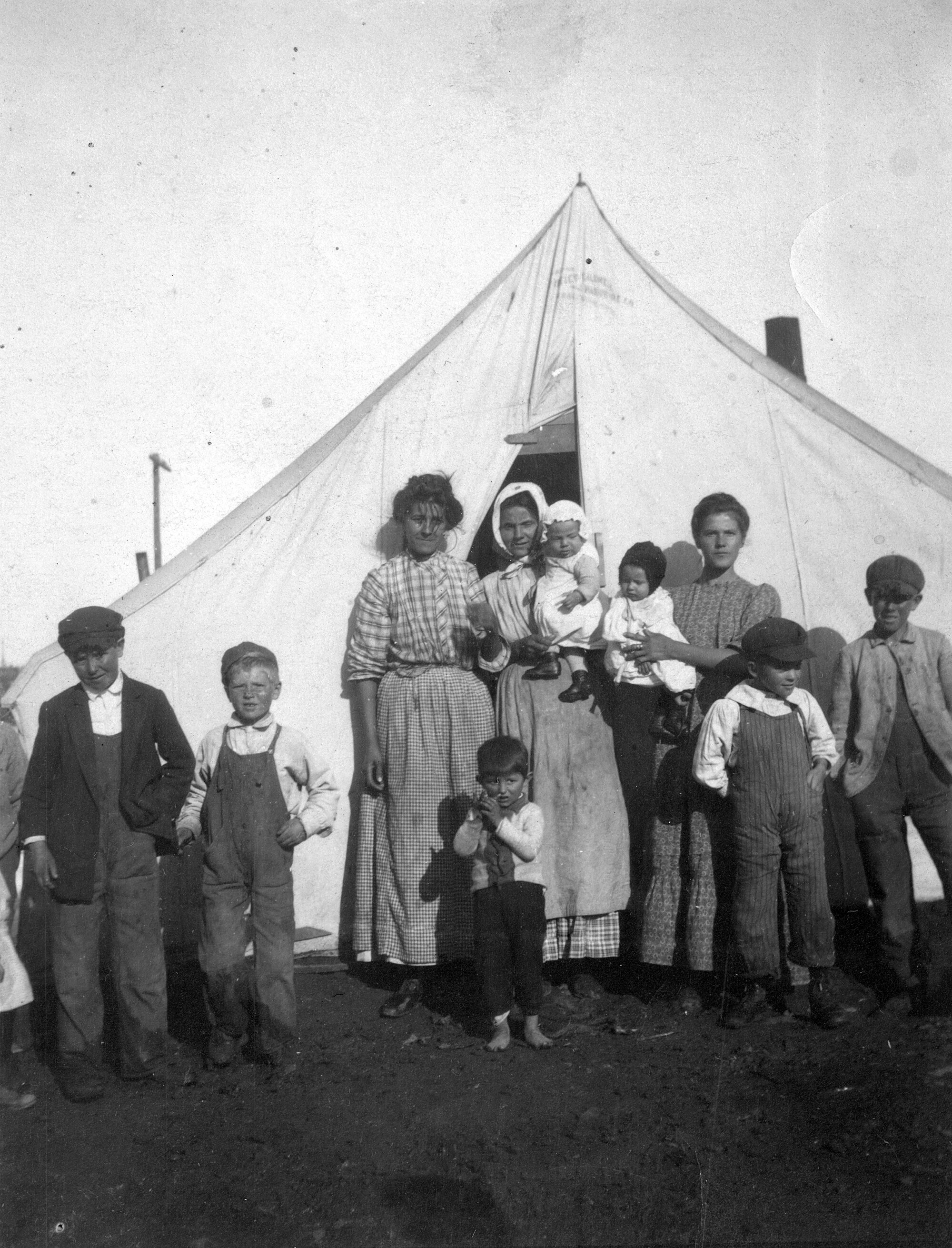
三名妇女（罢工矿工的妻子）和她们的孩子站在拉德洛殖民地的一个帐篷外。

矿工们几乎没有机会表达他们的不满。许多人居住在公司城镇，镇上的所有土地、房地产和便利设施都归矿山经营者所有，其城市规划目的即为灌输忠诚和镇压异议 :197。福利资本家认为，通过提高矿工的生活水平，同时将其纳入公司管理，可以平息工人的愤怒和不安。公司城镇确实给许多工匠的生活带来了实实在在的改善，包括更大的住房、更好的医疗服务和更广泛的教育机会 :199。但拥有城镇的公司对工人生活的方方面面都有了相当大的控制权，而且他们并不总是利用这种权力来提高公共福利。历史学家菲利普·S·福纳 (Philip S. Foner)将公司城镇描述为“封建领地，公司扮演着领主和主人的角色。……‘法律’由公司规则组成。实行宵禁。公司警卫——手持机枪和装有软尖子弹的步枪的残暴暴徒——不允许任何‘可疑的’陌生人进入营地，也不允许任何矿工离开”。与公司发生冲突的矿工往往被立即赶出家门。
由于对不安全和不公正的工作条件感到沮丧，煤矿工人越来越多地寄希望于工会。在全国范围内，有组织工会的矿山比非工会矿山的死亡人数低 40% :19。科罗拉多州矿工在 1883 年首次罢工，并在其后多次尝试成立工会。 1890 年代，西部矿工联合会主要在金矿、银矿等硬岩矿区组织罢工。
从 1900 年开始，美国矿工联合会开始在包括科罗拉多州南部在内的西部各州组织煤矿工人。工会决定把重点放在科罗拉多燃料和钢铁公司上。因为在保守而又地处遥远的洛克菲勒家族和其他投资者的领导下，该公司的管理手段十分严厉苛刻。为了破坏或阻挠罢工，煤炭公司雇佣了主要来自墨西哥、南欧和东欧的罢工破坏者。科罗拉多燃料和钢铁公司将有着不同国籍的移民混杂在煤矿中，以阻止交流从而阻止组织的可能性。

## 罢工

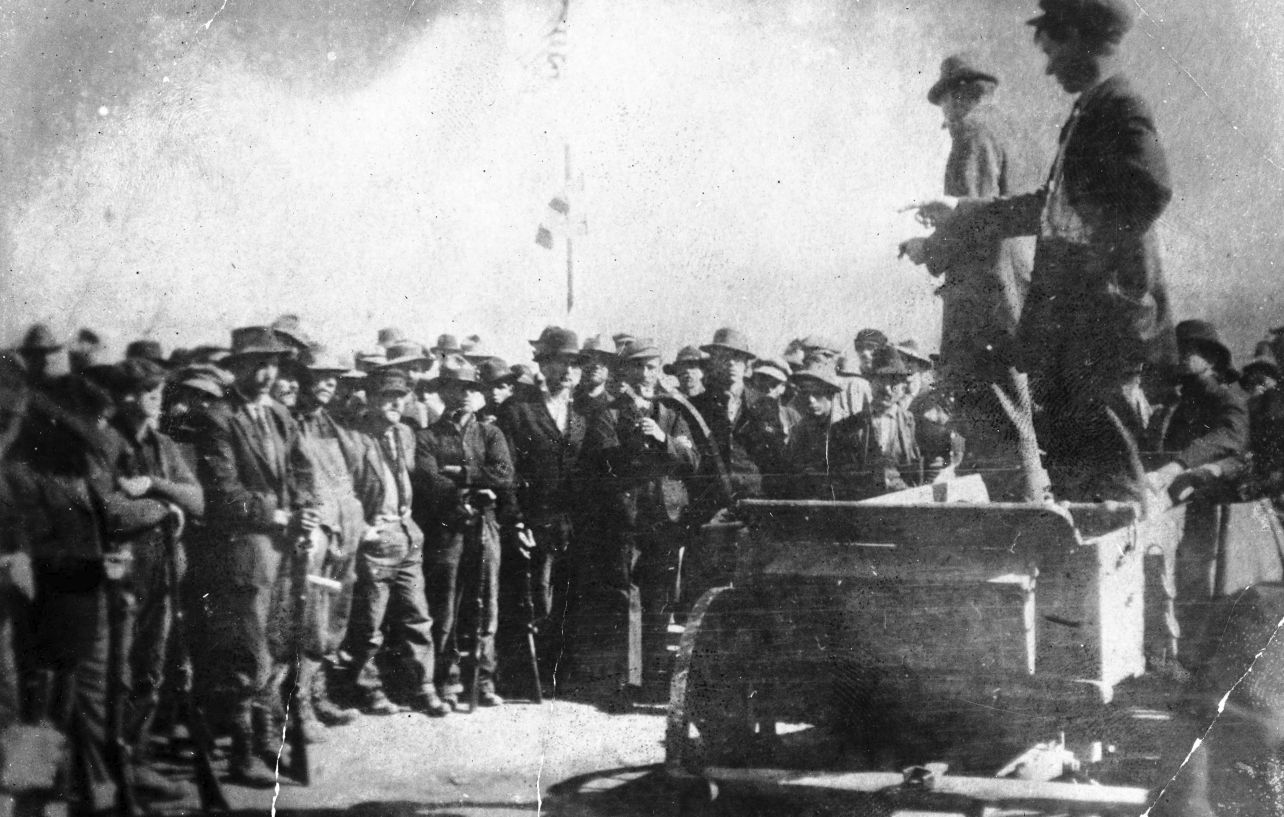
拉德洛罢工的演讲者站在一辆敞篷车里，召集罢工工人。

尽管有人试图镇压工会活动，美国煤矿工人联合会在 1913 年之前的几年里仍然秘密地继续其工会化努力。最终，工会提出了七项要求： 
1. 承认工会作为谈判代理人
2. 挖煤按吨费率按 2000 磅计算[17] （之前的吨费率是长吨 2200 磅）
3. 工作日八小时工作制的执行
4. “无用工作”的报酬（铺设轨道、支木、处理杂质等）
5. 由工人选出的重量检查员（以保持公司重量员的诚实）
6. 使用任何商店、选择寄宿处和医生的权利
7. 严格执行科罗拉多州的法律（例如矿山安全规则、废除票据），并终止公司警卫制度

主要的煤炭公司均拒绝了这些要求。 1913 年 9 月，美国联合煤矿工人号召举行罢工。参加罢工的人被赶出了公司住所，搬到了工会准备的帐篷村。这些帐篷建在木平台上，并在工会为罢工准备而租用的土地上配备了铸铁炉。
在租赁场地时，工会选择了靠近通往煤炭营地的峡谷口，以阻止破坏罢工者的通勤。公司则聘请了鲍德温-费尔茨侦探社来保护新工人并骚扰罢工者 。

鲍德温-费尔茨以激进的破坏罢工手段而闻名。特工们在夜间用探照灯照射帐篷村，并随意向帐篷内发射子弹，不时造成人员伤亡。他们使用一辆简易装甲车，配备一挺被工会称为“死亡特种”的机枪，在营地周边巡逻。这辆钢壳汽车是在科罗拉多州普韦布洛的科罗拉多燃料和钢铁公司工厂制造的，采用大型旅行轿车的底盘。罢工者和在职者（工会称之为工贼）之间的对抗有时会导致死亡。另外，狙击手对帐篷群的频繁袭击迫使矿工们在帐篷下挖坑躲藏起来。罢工者（主要是希腊人）和最近受命前来镇压罢工的治安官之间也发生了武装战斗：史称科罗拉多煤田战争。

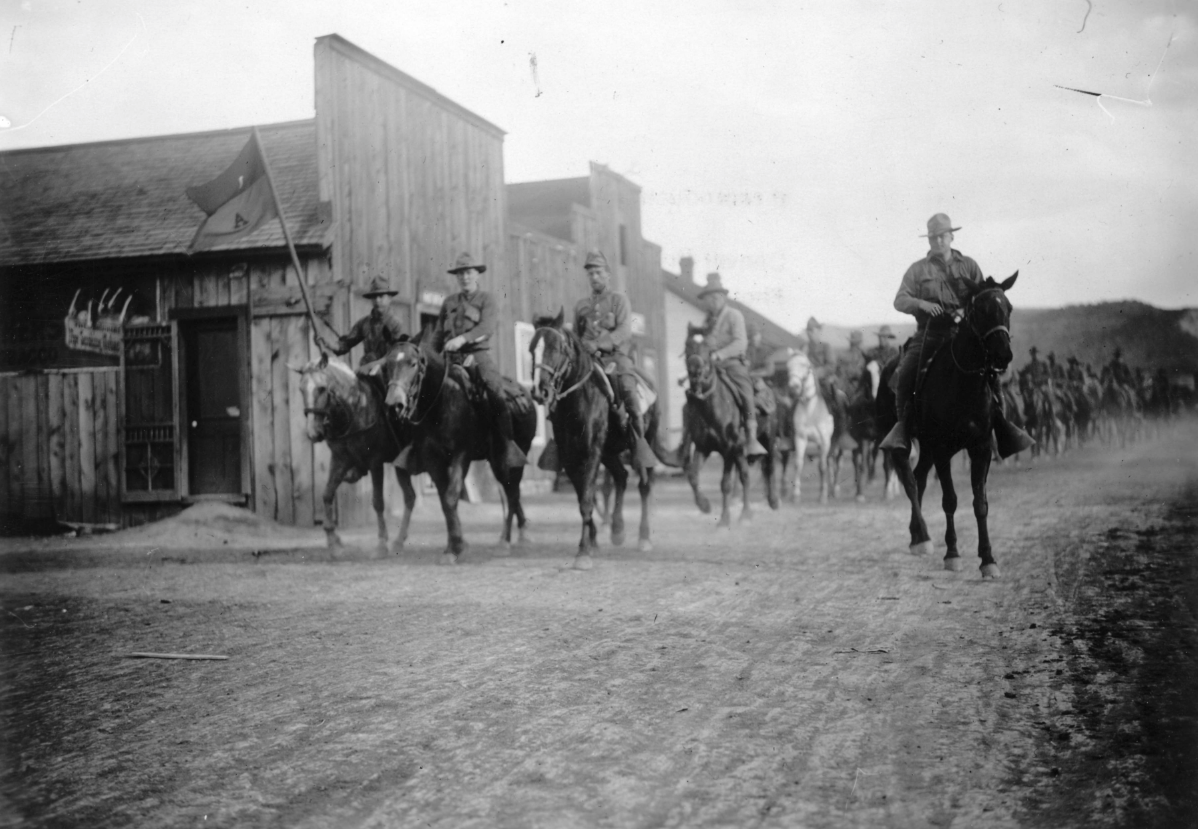
卡尔·林德费尔特中尉和科罗拉多州民兵骑马镇压罢工。

随着与罢工有关的暴力事件不断增加，科罗拉多州州长埃利亚斯·阿蒙斯 (Elias M. Ammons)于 10 月 28 日召集了科罗拉多国民警卫队。起初，警卫队的出现平息了局势，但之后警卫队领导人开始同情公司管理层。警卫队副司令约翰·蔡斯 (John Chase)曾在 10 年前的克里普尔溪 (Cripple Creek)暴力罢工中服役，他实行了严厉的制度。1914 年 3 月 10 日，有人在科罗拉多州福布斯附近的铁轨上发现了一具替补工人的尸体，国民警卫队说是罢工者谋杀了他。作为报复，蔡斯下令摧毁福布斯帐篷区。袭击发生时，居民们正在参加几天前死去的两名婴儿的葬礼。摄影师卢-多尔德（Lou Dold）目睹了这次袭击，他拍摄的破坏画面经常出现在有关罢工的报道中。
罢工者坚持到了 1914 年春天。据历史学家安东尼·德斯特凡尼斯称，当时国民警卫队已通过帮助矿主引进非工会工人来很大程度上破坏了罢工。州政府也没有足够的资金来维持警卫队，阿蒙斯决定召回他们。由于担心秩序崩溃，他和采矿公司同意在科罗拉多州南部留下一个卫兵连。他们组建了一个名为“A 部队”的新连队，主要由科罗拉多燃料和钢铁公司矿警和鲍德温-费尔茨公司雇佣的矿警组成，他们都穿着国民警卫队制服。

## 屠杀

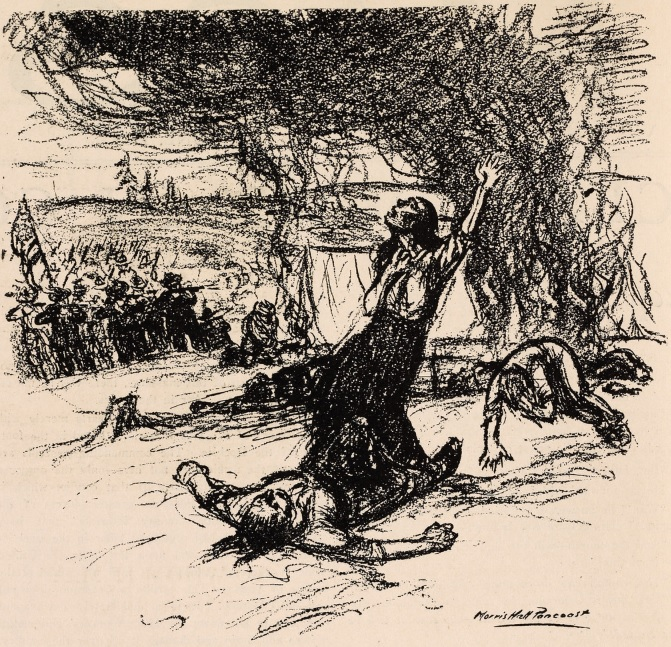
莫里斯·霍尔·潘科斯特 (Morris Hall Pancoast) 绘制的 1914 年大屠杀草图。帐篷在燃烧，科罗拉多州民兵开枪射击，一名妇女喘着粗气。

4 月 20 日早上，也就是帐篷聚居区的一些人庆祝东正教复活节的第二天，三名卫兵出现在营地，下令释放一名男子，他们声称该男子是在违背他本人意愿的情况下被关押的。营地领导人路易斯·蒂卡斯 ( Louis Tikas ) 前往拉德洛村的火车站与帕特里克·J·哈姆洛克 (Patrick J. Hamrock)少校会面，距离聚居区1⁄2英里（800）远。在这次会议进行期间，两支民兵在营地附近的山脊上安装了机枪，并沿着拉德洛以南约半英里的铁路沿线占据了有利地形。与此同时，全副武装的希腊矿工开始从侧翼攻击一条河道。当民兵的两起炸药爆炸（为博文德和雪松山的国民警卫队部队提供支援而引爆）惊动了拉德洛帐篷聚居地时，矿工们在山脚下占据了阵地。当民兵开枪时，数百名矿工和他们的家人跑去寻找掩护。 
战斗持续了一整天。下午晚些时候，民兵得到了不穿制服的警卫的增援。黄昏时分，一列驶过的货运列车停在警卫队机枪阵地前的铁轨上，许多矿工及其家人得以借机逃到东部一处名为“黑山”的山丘上。到了晚上七点，营地燃起大火，民兵开始冲上营地搜查和抢劫。蒂卡斯一整天都待在营地里，火灾发生时他也还在那里。他和另外两名男子被民兵抓获。蒂卡斯和警卫队两个连之一的连长卡尔·林德费尔特中尉在过去几个月里曾多次发生冲突。当两名民兵扣押着蒂卡斯时，林德费尔特拿枪托打他的头，直到枪托被打断。蒂卡斯和另外两名被俘矿工后来被发现被枪杀，蒂卡斯背部中弹 :272。他们的尸体在科罗拉多和南方铁路轨道旁躺了三天，过往的火车目睹全景。民兵军官拒绝转移他们，直到一个当地铁路工会人员要求将他们带走埋葬。
战斗期间，四名妇女和11名儿童躲在一个帐篷下面的坑里。当他们上面的帐篷着火时，他们则被困在那里。其中两名妇女和所有儿童均窒息而死。这些死亡事件成为美国矿工联合会的战斗口号，他们称这一事件为“拉德洛大屠杀”。 
朱莉娅·梅·考特尼在她同期发表的文章“记住拉德洛！”中报告了不同的数字。为地球母亲杂志。她说，除了男性被杀外，共有55名妇女和儿童在屠杀中死亡。根据她的说法，民兵：

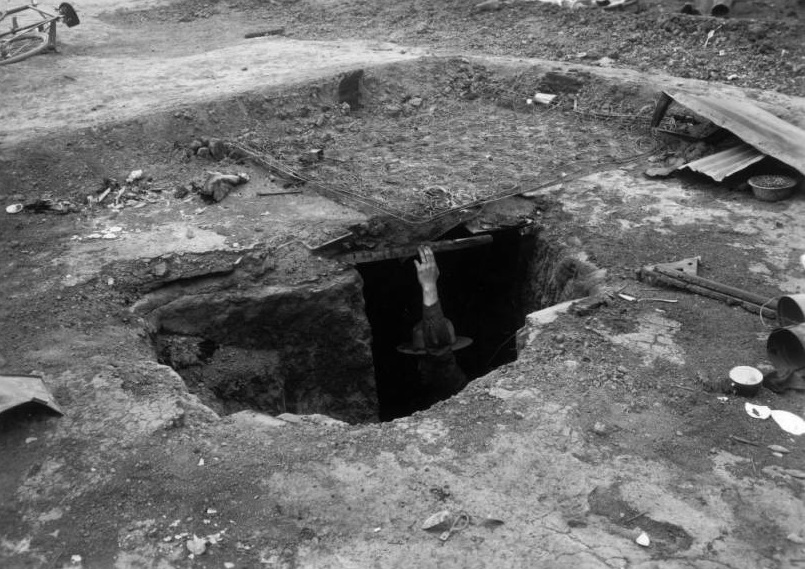
科罗拉多州国民警卫队放火焚烧地下避难所，妇女和儿童在其中丧生。

一些报道称，第二挺机枪被调来支援参加战斗的约 200 名国民警卫队士兵，科罗拉多州和南方的一列火车操作员故意将他们的发动机放在机枪和罢工者之间，作为抵御国民警卫队火力的盾牌。
科罗拉多州军官委员会称，事件始于蒂卡斯和其他在押罢工者被杀，枪声主要来自拉德洛殖民地的西南角。驻扎在“水箱山”（机枪阵地的名字）上的卫兵向营地开火。卫兵们报告称，他们在战斗前一天早上看到妇女和儿童撤退，并表示，他们认为，如果妇女还在身边，罢工者就不会开枪。该委员会的官方报告赞扬了林德费尔特、卫兵和民兵在战斗中的“真正的英雄行为”，并将交战中任何平民伤亡归咎于罢工者， 尽管死者是罢工者的家人。该报告还将后来发生的抢劫归咎于“A”部队，该部队主要由编入警卫队的非穿制服的矿井警卫组成。
据当时的报道，除了矿工及其家人外，三名国民警卫队正规成员和另一名民兵也在当天的战斗中丧生 。然而，现代历史学家断言，民兵中只有一名国民警卫队士兵，马丁，被杀。马丁颈部中弹身亡，推测是由罢工者所为。  :2

## 后续
大屠杀之后爆发了十日战争，这是更广泛的科罗拉多煤田战争的一部分。 随着妇女和儿童死亡的消息传开，劳工组织的领导人发出了武装号召。他们敦促工会成员获取“合法可用的所有武器和弹药”。随后，煤矿工人对科罗拉多州南部煤田的矿井警卫和设施发起了大规模的游击战。在特立尼达镇，美国联合煤矿工人在工会总部公开正式向罢工者分发武器和弹药。 在接下来的十天内，700至1000名罢工者“攻击了一个又一个地雷，赶走了或杀死了警卫，并放火烧毁了建筑物”。在警卫和矿工之间十天的战斗中，至少有 50 人死亡，其中包括拉德洛的矿工。数百名州民兵增援部队被赶往煤田，以重新控制局势。 直到伍德罗·威尔逊总统派遣联邦军队后，战斗才结束。 军队解除了双方的武装，在此过程中驱散并经常逮捕民兵。科罗拉多煤田战争造成的总死亡人数约为75人。
美国联合煤矿工人最终耗尽了资金，并于 1914 年 12 月 10 日取消了罢工。最终，罢工者的要求没有得到满足，工会也没有获得认可，许多罢工者则被开除替换。408 名罢工者被捕，其中 332 人被指控谋杀。
在大屠杀期间在拉德洛的人中，只有罢工领袖约翰·R·劳森被判犯有谋杀罪，科罗拉多州最高法院最终推翻了这一判决。包括 10 名军官在内的 22 名国民警卫队成员受到军事法庭审判。 虽然林德费尔特被认为对蒂卡斯和其他罢工者的死亡负有责任，因他们身上有行刑式的伤痕，但他和其他所有人都被无罪释放。 

## 受害者
| 姓名                    | 也报告为                                                         | 年龄（岁） | 死亡原因                 |
| ----------------------- | ---------------------------------------------------------------- | ---------- | ------------------------ |
| 卡德莉玛·科斯塔         | 费德琳娜/塞迪拉诺·科斯塔                                         | 27         | 窒息、火灾或两者兼而有之 |
| 查尔斯·科斯塔           | 查理科斯塔                                                       | 31         | 射击                     |
| 克洛丽瓦·佩德雷贡       | 格洛丽亚/克洛文·佩德雷贡[e]                                      | 4个月      | 窒息、火灾或两者兼而有之 |
| 埃尔维拉·瓦尔迪兹       |                                                                  | 3个月      | 窒息、火灾或两者兼而有之 |
| 尤拉拉·瓦尔迪兹         | 尤拉莉亚·瓦尔迪兹                                                | 8          | 窒息、火灾或两者兼而有之 |
| 弗兰克·巴托洛蒂         | 弗兰克·巴托洛蒂/巴塔拉托                                         | 未知       | 射击                     |
| 弗兰克·佩特鲁奇         |                                                                  | 6个月      | 窒息、火灾或两者兼而有之 |
| 弗兰克·鲁比诺           |                                                                  | 23         | 射击                     |
| 弗兰克·斯奈德           | 小威廉·斯奈德                                                    | 11         | 射击                     |
| 詹姆斯·费勒             |                                                                  | 43         | 射击                     |
| 约瑟夫·“乔”·彼得鲁奇    |                                                                  | 4          | 窒息、火灾或两者兼而有之 |
| 路易斯·蒂卡斯           | 埃利亚斯·阿纳斯塔西乌·斯潘达基斯， HGίας Aναστασίου Σπαντιδάκης, | 29         | 射击                     |
| 露西·科斯塔             |                                                                  | 4          | 窒息、火灾或两者兼而有之 |
| 露西·佩特鲁奇           |                                                                  | 2.5        | 窒息、火灾或两者兼而有之 |
| 玛丽·瓦尔迪兹           |                                                                  | 7          | 窒息、火灾或两者兼而有之 |
| 奥纳弗里奥·科斯塔       | 奥拉吉奥·科斯塔                                                  | 6          | 窒息、火灾或两者兼而有之 |
| 帕特里亚·瓦尔迪兹       | 帕特里夏/佩特拉·瓦尔迪兹                                         | 37         | 窒息、火灾或两者兼而有之 |
| 普里莫·拉雷斯（旁观者） | 普雷斯诺·拉塞                                                    | 未知       | 射击                     |
| 罗杰洛·佩德雷戈内       | 罗德洛/罗加罗·佩德雷贡[e]                                        | 6          | 窒息、火灾或两者兼而有之 |
| 鲁道夫·瓦尔迪兹         | 鲁多索·瓦尔迪兹                                                  | 9          | 窒息、火灾或两者兼而有之 |

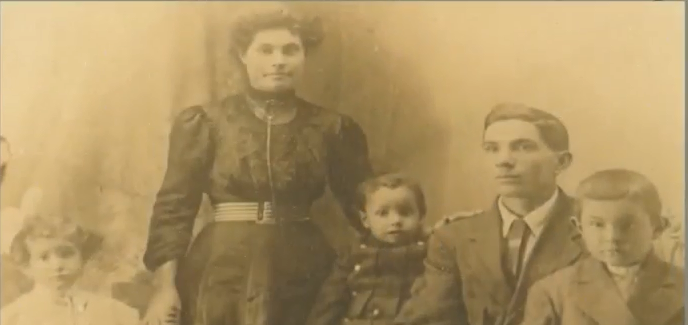
科斯塔一家在勒德洛大屠杀前合影。这个家庭有四名成员在大屠杀中受难，其中三人死于窒息、火灾或同时。
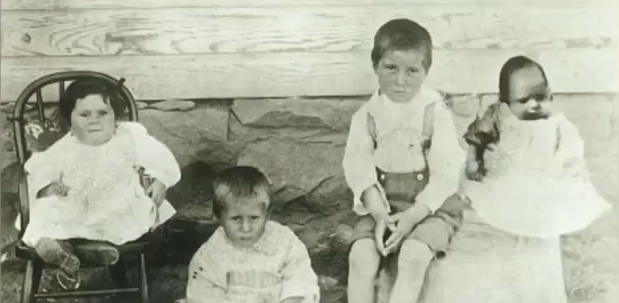
佩特鲁奇家族的孩子们都死在拉德洛帐篷区。
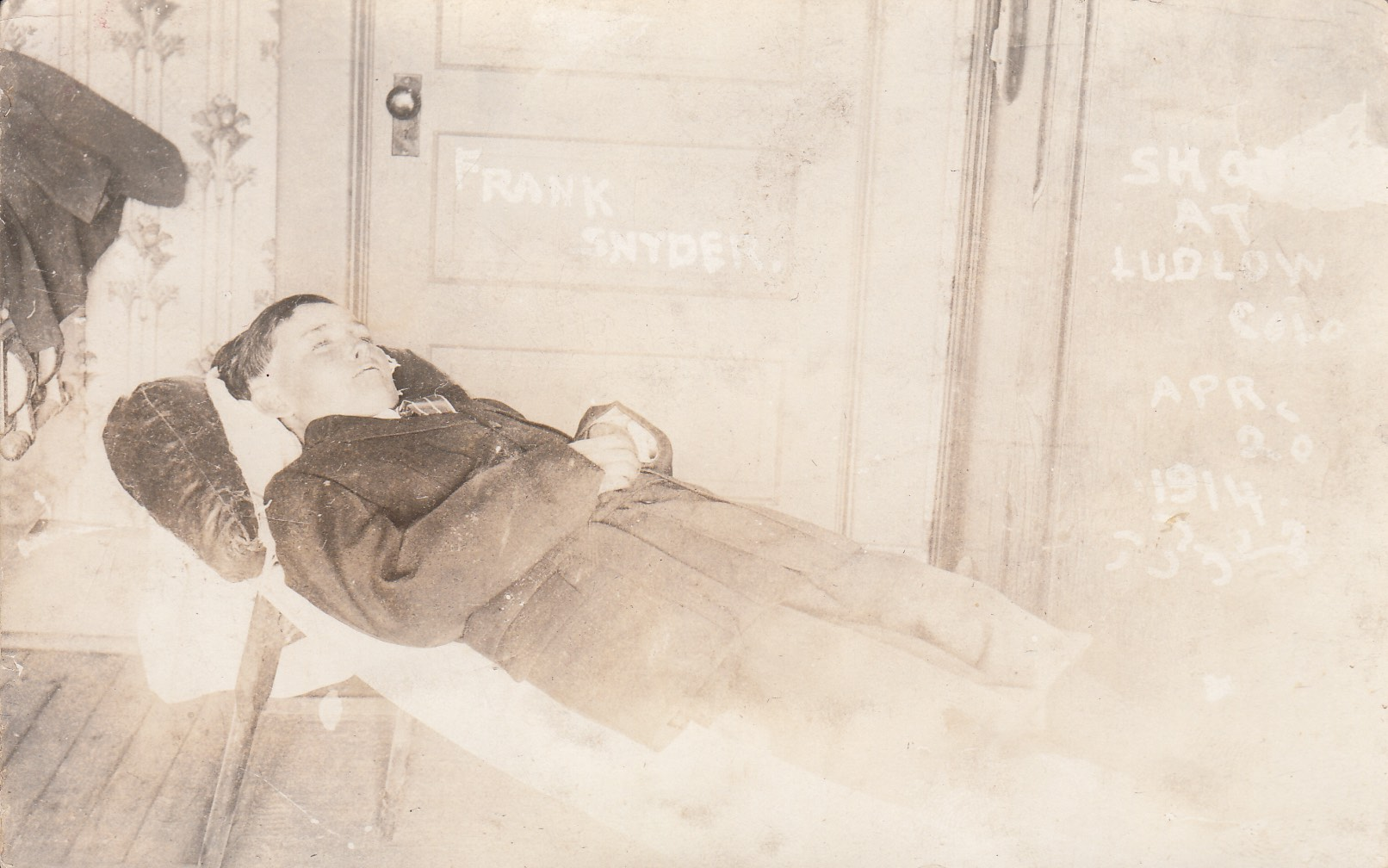
小威廉·“弗兰克”·斯奈德 – 1914年4月20日的首发战斗中，在他家的帐篷内中弹。

## 遗产

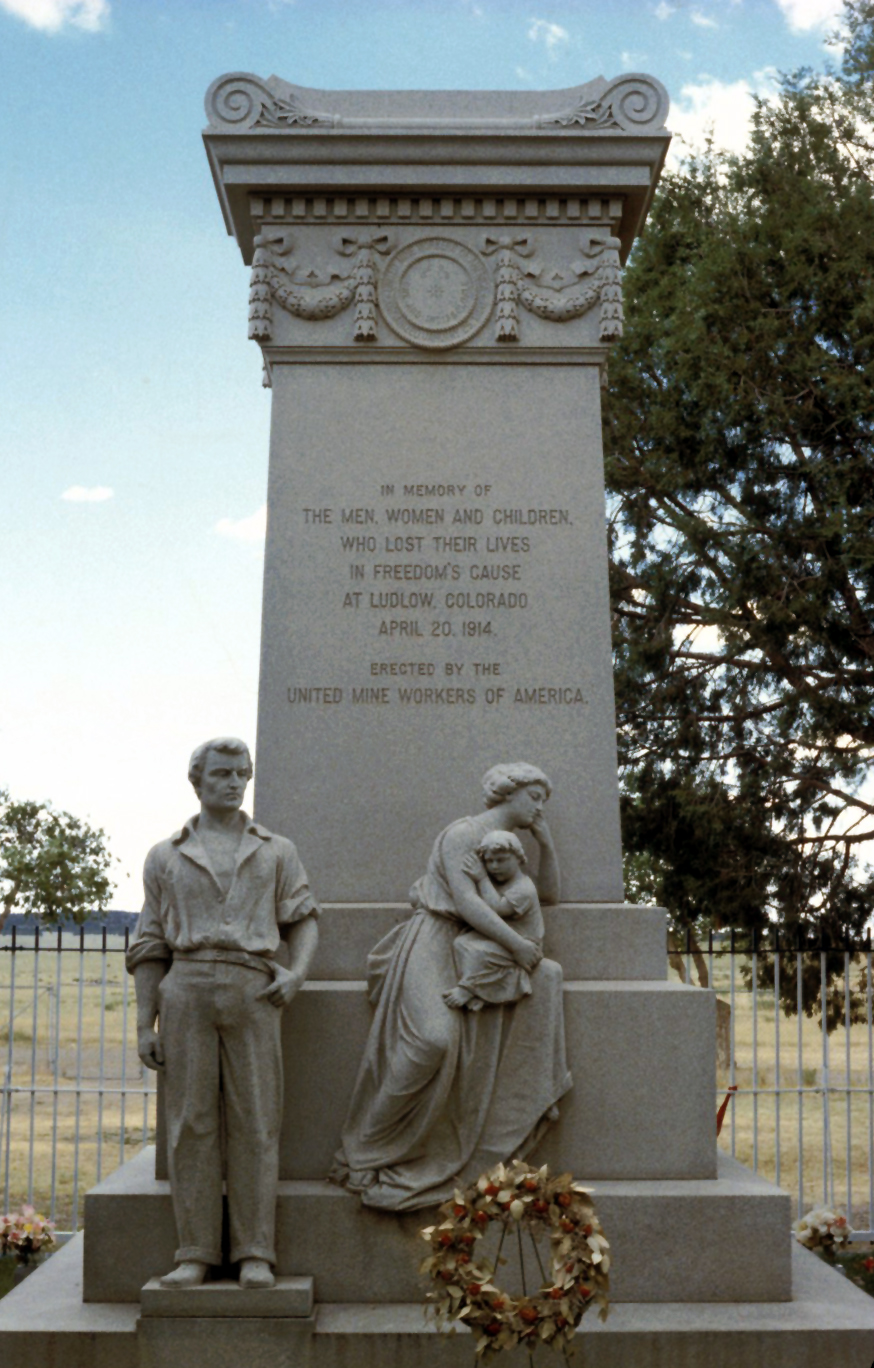
拉德洛纪念碑是由美国联合煤矿工人建立的。

这次大屠杀引发了全国范围内对洛克菲勒家族的谴责，尤其是在纽约，抗议者在纽约市洛克菲勒大楼外示威。当小约翰·D·洛克菲勒逃离30英里（48） 北部到塔里敦附近的家族庄园。 7月初，塔里敦庄园的一次未遂炸弹阴谋以东哈莱姆区的炸药爆炸和三名无政府主义者死亡而告终。纽约市警察局在一个月内成立了拆弹小组。炸弹案件在这一年余下时间里仍在继续。 
尽管美国煤矿工人联合会未能赢得该公司的认可，但这次罢工对科罗拉多州矿山的劳动条件和全美国的劳资关系产生了持久影响。小约翰·D·洛克菲勒 (John D. Rockefeller Jr.) 聘请了劳资关系专家、未来的加拿大总理WL Mackenzie King来帮助他制定矿山和城镇改革方案。
改善措施包括铺设道路和娱乐设施，以及在处理工作条件、安全、健康和娱乐问题的委员会中增加工人代表。他禁止歧视加入工会的工人，并下令公司组建成立了公司工会。矿工们投票接受了洛克菲勒的计划。
小洛克菲勒还请来了先驱公共关系专家艾维·李（Ivy Lee） ，她警告说洛克菲勒家族正在失去公众支持，并制定了洛克菲勒随后遵循的修复策略。洛克菲勒不得不克服害羞情绪，前往科罗拉多州会见矿工及其家人，视察房屋和工厂，参加社交活动，并仔细倾听他们的不满。这是新颖的建议，并引起了媒体的广泛关注。洛克菲勒家族既解决了冲突，又展现了更加人性化的领导人形象 。
随着时间的推移，拉德洛“在20世纪几位最重要的左倾思想家对国家历史的解释中占据了显着的中心地位”。  :6历史学家霍华德·津恩 (Howard Zinn)撰写了关于勒德洛的硕士论文和几本书章节。   乔治·麦戈文就此主题撰写了他的博士论文。 1972年，也就是他竞选美国总统的同年，他在历史学家伦纳德·古特里奇的帮助下发表了这篇论文，题为《煤田大战》。。
由劳工律师弗兰克·沃尔什（ Frank Walsh ）领导的美国劳资关系委员会（CIR）在华盛顿特区举行了听证会，收集信息并听取了包括老洛克菲勒在内的所有负责人的证词，老洛克菲勒作证说，即使在知道他雇佣的警卫对罢工者犯下了暴行，他“不会采取任何行动”来阻止他的雇工攻击他们。该委员会的报告认可了工会寻求的许多改革，并为建立全国八小时工作日和禁止童工的法案提供了支持。
拉德洛大屠杀的最后一位幸存者埃梅尼亚·“玛丽”·帕迪拉·戴利在事件发生时只有三个月大。她的父亲是一名矿工而她出生在营地。随着暴力升级，她的母亲带走了她和她的兄弟姐妹。他们乘火车前往科罗拉多州特立尼达。这次疏散导致一家人随后不得不分开。戴利受到各个家庭的照顾，还曾被安置在普韦布洛和丹佛的孤儿院一段时间。她担任管家，然后嫁给了一位顾问，他的工作使他们能够环游世界。戴利于 2019 年 3 月 14 日去世，享年 105 岁

## 在其他媒体中的表现
关于拉德洛事件，人们创作并录制了几首流行歌曲。其中有美国民谣歌手Woody Guthrie的《 Ludlow Massacre 》、  Red Dirt乡村歌手Jason Boland的《Ludlow》、 以及爱尔兰音乐家Andy Irvine的《The Monument (Lest We Forget)》。 
厄普顿·辛克莱的小说《煤王》大致以拉德洛大屠杀的起源和后果为基础。 托马斯·品钦 (Thomas Pynchon) 2006 年的小说《逆天》(Against the Day)有一章是关于大屠杀的。 
美国作家、科罗拉多州桂冠诗人大卫·梅森 (David Mason ) 受劳资纠纷的启发，创作了他所谓的诗歌小说《拉德洛》( Ludlow ，2007)。 作曲家洛里·莱特曼的歌剧《拉德洛》是根据梅森的书改编的。科罗拉多大学新歌剧作品中心于 2012 年 6 月上演了这部歌剧的第一幕，由贝丝·格林伯格 (Beth Greenberg) 执导。 

## 纪念活动

### 纪念馆
1916 年，美国联合煤矿工人购买了勒德洛帐篷聚居地。两年后，他们竖立了拉德洛纪念碑，以纪念在罢工中丧生的人们。它是由佛蒙特州巴里的琼斯兄弟公司使用当地花岗岩建造的，并受科罗拉多州特立尼达联合矿山工人联合会主席萨姆·法塞托委托建造。斯普林菲尔德花岗岩公司担任承包商。该纪念碑于 2003 年 5 月被身份不明的破坏者破坏。修复后的纪念碑于2005年6月5日揭幕，雕像的面孔略有改变。 

### 国家历史地标
帐篷营区遗址于 1985 年被列入国家历史名胜名录，于 2009 年被指定为美国国家历史地标。尽管 1914 年 5 月事件发生后，该地区仍有矿工及其家属居住，但他们都已搬迁，原营地相对未受破坏。因此，该遗址是此类营地中保存最完好的考古遗迹之一，该纪念碑也是最早纪念此类劳工行动的纪念碑之一 。该遗址是考古学家首次调查的此类遗址。 
2003 年 5 月 7 日，有破坏者袭击了纪念碑，切断了男性雕像的坚固花岗岩/大理石头部和女性雕像的手臂。丢失的部件从未被找回，但在2005年靠私人捐赠的资金进行了更换。 

### 百年纪念
2013年4月19 日，科罗拉多州州长约翰·希肯卢珀 (John Hickenlooper)签署行政命令，成立拉德洛百年纪念委员会。 该组织致力于在该州开展讲座和展览等活动，以纪念拉德洛工人的斗争并提高人们对大屠杀的认识。它与科罗拉多州博物馆、历史学会、教堂和美术馆合作，并于 2014 年提供节目编排。

## 历史调查

### 考古学
1996年，1913-1914年科罗拉多煤田战争项目在宾厄姆顿大学的兰德尔·H·麦奎尔、丹佛大学院长赛塔和路易斯堡学院的菲利普·杜克的领导下开始，他们后来组建了拉德洛集体。他们的团队对前帐篷殖民地及其周边地区进行了挖掘。 

## 画廊
- Jesse F. Welborn, president of the Colorado Fuel and Iron Company.
- John R. Lawson, United Mine Workers Executive Board Officer.John R. Lawson, United Mine Workers Executive Board Officer.
- Colorado National Guard using a tripod-mounted M1895 Colt-Browning machine gun
- Colorado National Guard soldiers entering the strike zone.
- Soldiers of the Colorado National Guard deployed in Ludlow.Soldiers of the Colorado National Guard deployed in Ludlow.
- Photo from The Survey, 1915, shows "a closer view of the destruction wrought at Ludlow."Photo from The Survey, 1915, shows "a closer view of the destruction wrought at Ludlow."
- Armed United Mine Workers of America strikers, Ludlow 1914.
- Karl Linderfelt, center. Photo caption reads: "Officers of the Colorado National Guard. From left to right: Captain R. J. Linderfelt, Lieut. T. C. Linderfelt, Lieut. K. E. Linderfelt, (who faced the charge of assault upon Louis Tikas, the dead strike leader), Lieut. G.S. Lawrence and Major Patrick Hamrock. The last three were in the Ludlow battle of April 20, 1914."
- Colorado National Guard General John Chase.Colorado National Guard General John Chase.
- A group of Ludlow strikers in front of the Ludlow tent colony site.